# 森下暢仁
森下 暢仁（もりした まさと、1997年8月25日 - ）は、大分県大分市出身のプロ野球選手（投手）。右投右打。広島東洋カープ所属。
2021年開催の東京オリンピック野球金メダリスト。

## 経歴

### プロ入り前
大分市立明治北小学校3年生から軟式野球を始め、明治少年野球クラブでプレーする。大分市立大東中学校では軟式野球部に所属し、第34回全国中学校軟式野球大会出場を果たす。
高校進学時はプロへの思いは薄く、「楽しく野球ができればいい」と中学軟式野球部の友人が多く進学した大分商業高校に進学。第95回全国高等学校野球選手権大会において、1年先輩の2年生エースだった笠谷俊介と同学年の川瀬晃とともに、1年生ながら控えとしてベンチ入りを果たしたが、試合に出場する機会はなかった。2年生からは投手と兼任で三塁手のレギュラーを獲得。笠谷がチームを退いた後は、投手と遊撃手との兼任で主将の川瀬とライバル関係であった。甲子園の出場は1年生の夏だけで、2年・3年生時ともに大分県予選で敗退。
2015年8月28日から行われた2015 WBSC U-18ワールドカップにおいて、U-18野球日本代表に選出され日本は銀メダルを獲得する。
大学は明治大学に進学。1年生の東京六大学野球連盟春季リーグ戦から登板を果たし、通算で35試合に登板し、13勝9敗、防御率2.78の成績を記録する。2019年6月10日から行われた第68回全日本大学野球選手権大会において優勝を果たす。また、打順は5番となっており、登板予定の無い日には代打出場をしたり、外野の守備に就くなど、二刀流の活躍であった。
大学野球日本代表においては、2017年ユニバーシアードで金メダルを獲得。2018 ハーレムベースボールウィークでは優勝を果たし、日米大学野球選手権大会においては2年生から3年連続で選出された。
2019年10月17日に行われたプロ野球ドラフト会議で広島東洋カープから1巡目で指名され、同年11月7日に契約金1億円プラス出来高5000万円、年俸1600万円（金額は推定）で契約に合意した。背番号は18となった。担当スカウトは尾形佳紀。

### 広島時代
2020年は開幕直前の練習試合では乱調が続いていたものの先発ローテーションを勝ち取り、開幕3試合目の対横浜DeNAベイスターズ戦（横浜スタジアム）でプロ初登板初先発し、7回無失点と好投した。自身2度目の登板となる6月28日の対中日ドラゴンズ戦（ナゴヤドーム）にてプロ初勝利を9回途中3失点で飾った。8月14日の対阪神タイガース戦（大阪ドーム）にて被安打2、無四球、12奪三振の好投でプロ初完封勝利を挙げた。最終的に18試合に登板し、規定投球回に到達した上で10勝3敗（勝利数はリーグ5位タイ）、防御率1.91（同2位）、124奪三振（同3位）、勝率.769（同2位）で終え、いずれもチームトップだった。オフの契約交渉では、推定年俸4300万円（球団の新人では最高増額となる2700万円増）という条件で契約を更改した。12月17日に前述の活躍が認められ、球団では大瀬良大地以来の新人王に選出された。
2021年は開幕から先発ローテーションを守り、5月20日まで7試合に先発し、3勝3敗、防御率1.84を記録していた。5月22日に球団内で新型コロナウイルス集団感染が発生し、PCR検査では陰性判定となったものの濃厚接触者と判定されたことが発表され、5月23日に「感染拡大防止特例2021」の対象選手として出場選手登録を抹消された。6月5日に出場登録され、同日の楽天戦に先発し、6回1/3を4安打3失点で降板した。前半戦は13試合に先発し、6勝4敗、防御率2.29を記録。最終的に24試合に登板し、8勝7敗、防御率2.98を記録。オフに、3200万円増となる推定年俸7500万円で契約を更改した。
2022年も開幕ローテーション入り。開幕2戦目、対DeNA戦の先発を任されると、投げては8回を無四死球自責点2、打っては3安打3打点と投打に大活躍で1勝目。さらに3度目の先発となった4月28日の対阪神戦では、味方が先制した直後の2回一死一・三塁から大きな追加点となるスクイズを決めてキャリアハイのシーズン4打点目を記録すると、3回二死満塁で回ってきた2打席目では右中間を破る適時三塁打を記録して自らリードを6点に広げ、自身の初完投勝利を援護した。2打席目終了時点で7打数4安打7打点、打率は.571となり、7打点という数字は一時リーグ9位タイに躍り出ることとなった。最終的にリーグトップの27先発、178回2/3を投げリーグワーストとなる被安打195を記録した。しかし、10勝を挙げ、ルーキーイヤー以来2年ぶりの2桁勝利。11月に予定されていた侍ジャパン強化試合のメンバーに選出されたものの、右肘痛のため辞退し、10月には右肘関節鏡視下骨棘切除、右肘関節内滑膜切除の手術を受け、出場を熱望していた翌年3月のWBC本大会の出場も絶望的となった。12月には3500万円増の1億1000万円で更改し、4年目での1億円突破は、5年目で突破した前田健太や田中広輔を上回り球団史上最速となった。同時に一般女性との結婚も発表した。
2023年は開幕前の3月上旬に右肘の違和感を訴え、開幕ローテーション入りを逃した。3月下旬に実戦復帰するもその後も二軍での調整が続き、5月4日のDeNA戦で一軍復帰も初登板は6回2失点で降板し勝ち星つかずに終わった。その後5月27日の東京ヤクルトスワローズ戦で284日ぶりとなるシーズン初勝利を挙げた。6月28日のDeNA戦では、5回一死一・二塁の場面でDeNAの先発石田健大の初球のカットボールを捉え、左翼席へプロ初となる3点本塁打を記録し、投げては7回2失点の投打二刀流の活躍で4勝目を挙げた。この活躍によりSNSでは「森下くん」がトレンド入りした。9月29日の中日戦に2位確定、さらに2年連続3回目となる2桁勝利をかけて先発するも、3回に2点の先制を許し、そのまま敗戦投手となった。CSではファーストステージ第2戦に先発し、5回1/3を無失点の好投を見せたが、一死三塁のピンチを招き降板した。オフの12月15日、2000万円増の推定年俸1億3000万円で更改した。
2024年3月30日の開幕2戦目の先発登板が予定されていたが、23日のオープン戦で右肘の張りが出たため、登板回避することとなった。4月5日の二軍戦で実戦復帰後、13日より一軍のローテーションに加わった。ローテ加入後2戦目の4月20日対読売ジャイアンツ戦（MAZDA Zoom-Zoom スタジアム広島）では12被安打と苦しむも2点に抑え、自身の巨人戦連勝を7に伸ばすシーズン初勝利。その後も好投を続け、6月25日の対ヤクルト戦（マツダ）において9回91球2安打（無四死球）でシーズン初完封勝利、自身初の100球未満完封（マダックス）を達成した。また、この試合では打者としてシーズン2回目の猛打賞を記録しており、100球未満完封と猛打賞の同時達成は1968年9月1日に稲尾和久が記録して以来56年ぶり、投手がシーズン2回の猛打賞は2002年のトレイ・ムーア以来、日本人投手としては1985年の川口和久以来39年ぶりの記録となった。7月2日の対阪神戦（マツダ）では、5回表に梅野隆太郎・小幡竜平・才木浩人からNPB史上20人目となる三者連続三球三振を記録した。このシーズンは8月末までに自己最多タイとなる10勝に到達したが、優勝争いが本格化したシーズン終盤には勝ち星が伸びず、最終的にはチームは4位に転落し、森下自身は10勝10敗・防御率2.55という成績だった。オフの12月11日、3500万円増となる推定年俸1億6500万円で契約を更改した。

## 代表経歴
2021年6月16日、東京オリンピックの野球日本代表に選出された。同大会では予選第2戦のメキシコ戦に先発し5回5安打2失点で勝利投手となると、決勝のアメリカ合衆国戦でも先発し5回3安打無失点で再び勝利投手となり、チームは金メダルを獲得した。
2024年2月14日、欧州代表との強化試合に臨む日本代表に選出された。自身約2年7か月ぶりの代表招集となった。3月6日に行われた1戦目の強化試合で、2点リードの5回に3番手として登板。先頭打者に二塁打を許すものの、後続を打ち取り1回を無失点に抑えた。

## 選手としての特徴
| 球種           | 配分 % | 平均球速 km/h |
| -------------- | ------ | ------------- |
| フォーシーム   | 50     | 147.7         |
| カットボール   | 25     | 136           |
| カーブ         | 14.1   | 111.5         |
| チェンジアップ | 10.7   | 130.1         |

投球フォームは、ノーワインドアップ（走者なしの場合）から上体を反らすようにして真上から投げ下ろすオーバースロー。ストレートは最速156km/h。緩急をつけたカーブ、チェンジアップ、カットボールなど変化球を操り、特に縦のカーブが効果的だと解説者からは評され、制球はプロでもトップに分類されるレベル。
野球解説者の川口和久には、バッティングセンスも素晴らしいと言われており、プロ2年目の2021年の目標として、本塁打を1回は打ちたい旨を挙げていたが、2023年6月28日に初本塁打を記録した。また、2024年にはその打撃から8番打者として先発出場する試合もあった。

## 人物
福岡ソフトバンクホークスに入団した笠谷俊介は高校の1学年先輩であり、川瀬晃は同級生。
本人曰く人見知りな性格。
弟も野球をしており、2020年現在は國學院大學硬式野球部に所属している。
東京オリンピック 野球日本代表（侍ジャパン）として金メダルを獲得した栄誉をたたえ、2021年12月27日、大分県大分市の大分東郵便局前に記念のゴールドポスト（第41号）が設置された（ゴールドポストプロジェクト）。

## 詳細情報

### 年度別投手成績
| 年 度     | 球 団     | 登 板 | 先 発 | 完 投 | 完 封 | 無 四 球 | 勝 利 | 敗 戦 | セ 丨 ブ | ホ 丨 ル ド | 勝 率 | 打 者 | 投 球 回 | 被 安 打 | 被 本 塁 打 | 与 四 球 | 敬 遠 | 与 死 球 | 奪 三 振 | 暴 投 | ボ 丨 ク | 失 点 | 自 責 点 | 防 御 率 | W H I P |
| --------- | --------- | ----- | ----- | ----- | ----- | -------- | ----- | ----- | -------- | ----------- | ----- | ----- | -------- | -------- | ----------- | -------- | ----- | -------- | -------- | ----- | -------- | ----- | -------- | -------- | ------- |
| 2020      | 広島      | 18    | 18    | 2     | 1     | 1        | 10    | 3     | 0        | 0           | .769  | 485   | 122.2    | 102      | 6           | 32       | 0     | 4        | 124      | 2     | 0        | 30    | 26       | 1.91     | 1.09    |
| 2021      | 広島      | 24    | 24    | 1     | 1     | 0        | 8     | 7     | 0        | 0           | .533  | 672   | 163.1    | 144      | 16          | 52       | 3     | 3        | 132      | 6     | 0        | 55    | 54       | 2.98     | 1.20    |
| 2022      | 広島      | 27    | 27    | 3     | 2     | 0        | 10    | 8     | 0        | 0           | .556  | 764   | 178.2    | 195      | 13          | 44       | 0     | 8        | 133      | 3     | 1        | 67    | 63       | 3.17     | 1.34    |
| 2023      | 広島      | 20    | 20    | 3     | 1     | 0        | 9     | 6     | 0        | 0           | .600  | 544   | 131.2    | 127      | 10          | 36       | 1     | 2        | 94       | 3     | 0        | 49    | 44       | 3.01     | 1.24    |
| 2024      | 広島      | 23    | 23    | 2     | 1     | 1        | 10    | 10    | 0        | 0           | .500  | 612   | 151.2    | 137      | 6           | 29       | 3     | 7        | 98       | 2     | 0        | 46    | 43       | 2.55     | 1.09    |
| 通算：5年 | 通算：5年 | 112   | 112   | 11    | 6     | 2        | 47    | 34    | 0        | 0           | .580  | 3077  | 748.0    | 705      | 51          | 193      | 7     | 24       | 581      | 16    | 1        | 247   | 230      | 2.77     | 1.20    |

- 2024年度シーズン終了時
- 各年度の太字はリーグ最多

### 年度別投手（先発）成績所属リーグ内順位
| 年 度 | 年 齢 | リ ｜ グ   | 完 投 | 完 封 | 勝 利 | 勝 率 | 投 球 回 | 奪 三 振 | 防 御 率 |
| ----- | ----- | ---------- | ----- | ----- | ----- | ----- | -------- | -------- | -------- |
| 2020  | 23    | セ・リーグ | 4位   | 4位   | 5位   | 2位   | 5位      | 3位      | 2位      |
| 2021  | 24    | セ・リーグ | 7位   | 3位   | -     | 5位   | 2位      | 3位      | 4位      |
| 2022  | 25    | セ・リーグ | 4位   | 1位   | 5位   | 5位   | 1位      | 4位      | 9位      |
| 2023  | 26    | セ・リーグ | 3位   | 7位   | -     | -     | -        | -        | -        |
| 2024  | 27    | セ・リーグ | 4位   | 4位   | 9位   | -     | 8位      | -        | 8位      |

- - は10位未満（防御率、勝率の規定投球回未達も-と表記）
- 太字年度は規定投球回到達年度

### オリンピックでの投手成績
| 年 度 | 代 表 | 登 板 | 先 発 | 勝 利 | 敗 戦 | セ ｜ ブ | 打 者 | 投 球 回 | 被 安 打 | 被 本 塁 打 | 与 四 球 | 敬 遠 | 与 死 球 | 奪 三 振 | 暴 投 | ボ ｜ ク | 失 点 | 自 責 点 | 防 御 率 |
| ----- | ----- | ----- | ----- | ----- | ----- | -------- | ----- | -------- | -------- | ----------- | -------- | ----- | -------- | -------- | ----- | -------- | ----- | -------- | -------- |
| 2021  | 日本  | 2     | 2     | 2     | 0     | 0        | 37    | 10.0     | 8        | 0           | 0        | 0     | 1        | 8        | 1     | 0        | 2     | 2        | 1.80     |

### 年度別守備成績
| 年 度 | 球 団 | 投手  | 投手  | 投手  | 投手  | 投手  | 投手     |
| 年 度 | 球 団 | 試 合 | 刺 殺 | 補 殺 | 失 策 | 併 殺 | 守 備 率 |
| ----- | ----- | ----- | ----- | ----- | ----- | ----- | -------- |
| 2020  | 広島  | 18    | 9     | 17    | 0     | 3     | 1.000    |
| 2021  | 広島  | 24    | 7     | 28    | 0     | 2     | 1.000    |
| 2022  | 広島  | 27    | 13    | 22    | 0     | 4     | 1.000    |
| 2023  | 広島  | 20    | 9     | 27    | 2     | 3     | .947     |
| 2024  | 広島  | 23    | 12    | 20    | 0     | 1     | 1.000    |
| 通算  | 通算  | 112   | 50    | 114   | 2     | 13    | .988     |

- 2024年度シーズン終了時
- 各年度の太字はリーグ最高
- 太字年はゴールデングラブ賞受賞年

### 表彰
- 新人王（2020年）[24]
- ゴールデングラブ賞：1回（投手部門：2022年）
- 月間MVP：1回（投手部門：2020年10・11月[73]）
- 月間JERAセ・リーグAWARD：1回（2023年6・7月）

### 記録
初記録
投手記録
- 初登板・初先発登板：2020年6月21日、対横浜DeNAベイスターズ3回戦（横浜スタジアム）、7回無失点で勝敗つかず[74]
- 初奪三振：同上、1回裏にネフタリ・ソトから空振り三振[74]
- 初勝利・初先発勝利：2020年6月28日、対中日ドラゴンズ3回戦（ナゴヤドーム）、8回2/3を9安打3失点7奪三振[75]
- 初完投・初完投勝利・初完封・初完封勝利：2020年8月14日、対阪神タイガース9回戦（京セラドーム大阪）、9回無四球12奪三振[18]

打撃記録
- 初打席：2020年6月21日、対横浜DeNAベイスターズ3回戦（横浜スタジアム）、3回表に平良拳太郎から左飛[76]
- 初安打：2020年8月7日、対阪神タイガース6回戦（MAZDA Zoom-Zoom スタジアム広島）、3回裏に青柳晃洋から右前安打[77]
- 初打点：2020年8月14日、対阪神タイガース9回戦（京セラドーム大阪）、6回表に藤浪晋太郎から左翼線2点適時二塁打[18]
- 初本塁打：2023年6月28日、対横浜DeNAベイスターズ11回戦（MAZDA Zoom-Zoom スタジアム広島）、5回裏に石田健大から左越3ラン[78]

その他の記録
- 三者連続三球三振：2024年7月2日、対阪神タイガース11回戦（MAZDA Zoom-Zoom スタジアム広島）梅野隆太郎、小幡竜平、才木浩人から ※史上20人目、22度目[79]
- オールスターゲーム出場：2回（2021年、2022年）
- マダックス：2024年6月25日、対東京ヤクルトスワローズ7回戦（MAZDA Zoom-Zoom スタジアム広島）、91球[47]

### 背番号
- 18（2020年[12] - ）

### 代表歴
- 2015 WBSC U-18ワールドカップ 日本代表
- 2017年ユニバーシアード 大学野球日本代表
- 2017年 第41回日米大学野球選手権大会 大学野球日本代表
- 2018 ハーレムベースボールウィーク 大学野球日本代表
- 2018年 第42回日米大学野球選手権大会 大学野球日本代表
- 2019年 第43回日米大学野球選手権大会 大学野球日本代表
- 2020年東京オリンピックの野球競技・日本代表

## 関連情報

### CM
- 創建ホーム
  - 「GO BEYOND」森下篇（2021年）
  - 「Dramatic, Hiroshima」森下篇（2022年）
  - 「THE NEXT NEW VALUE」森下篇（2023年）
- 中国電力 会員制WEBサイト「ぐっとずっと。クラブ」カープ応援メニュー（2022年 - 、広島ローカル）坂倉将吾捕手、小園海斗内野手と3人で出演
  - 2022年 「白星編」「バッテリー愛編」
  - 2023年 「ダンス篇」「続・バッテリー愛編」「続・バッテリー愛 三角関係編」
  - 2024年 「勝ってコイコイ・パラパラ編」「続続・バッテリー愛・お誘い編」「続続・バッテリー愛・全部編」